# Tom Onslow-Cole
Tom Onslow-Cole (ur. 16 maja 1987 w Kingston upon Thames) – brytyjski kierowca wyścigowy. Obecnie ściga się w serii British Touring Car Championship (BTCC). Startuje Fordem Focusem ST w zespole Arena Motorsport (Team AON), sponsorowanej przez firmę ojca kolegi z zespołu, którym jest Tom Chilton.
Onslow-Cole w BTCC zadebiutował w 2007 roku. W 2010 zajął czwarte miejsce w klasyfikacji generalnej. Na koncie ma siedem wygranych wyścigów.
Brytyjczyk wyraził chęć uczestnictwa w australijskiej serii V8 Supercars. Przy okazji powiedział, że Formuła 1 go nie interesuje, znacznie bardziej woli wyścigi samochodów turystycznych.